# Guy d'Ibelin, connétable de Chypre
Pour les articles homonymes, voir Guy d'Ibelin.
Guy d'Ibelin (né vers 1215-1218, mort après 1255) est maréchal et connétable du royaume de Chypre.

## Biographie
Il est le fils de Jean d'Ibelin, seigneur de Beyrouth, et de Mélisende d'Arsouf.
Il épouse Philippa, fille d'Aimery Berlais, et a pour enfants :
- Baudouin d'Ibelin, connétable du royaume de Chypre puis connétable et bailli du royaume de Jérusalem.
- Jean d'Ibelin, assassiné en 1277 par Nicolas l'Aleman.
- Aimery d'Ibelin.
- Balian d'Ibelin (1240 † 1302).
- Philippe d'Ibelin (1253 † 1318) sénéchal de Chypre.
- Isabelle d'Ibelin (1241 † 1324), femme du roi Hugues III de Chypre.
- Alice d'Ibelin, mariée à Eudes de Dampierre sur Salon.
- Echive d'Ibelin.
- Mélisende d'Ibelin.
- Marie d'Ibelin.